# Moltkedenkmal (Breslau)

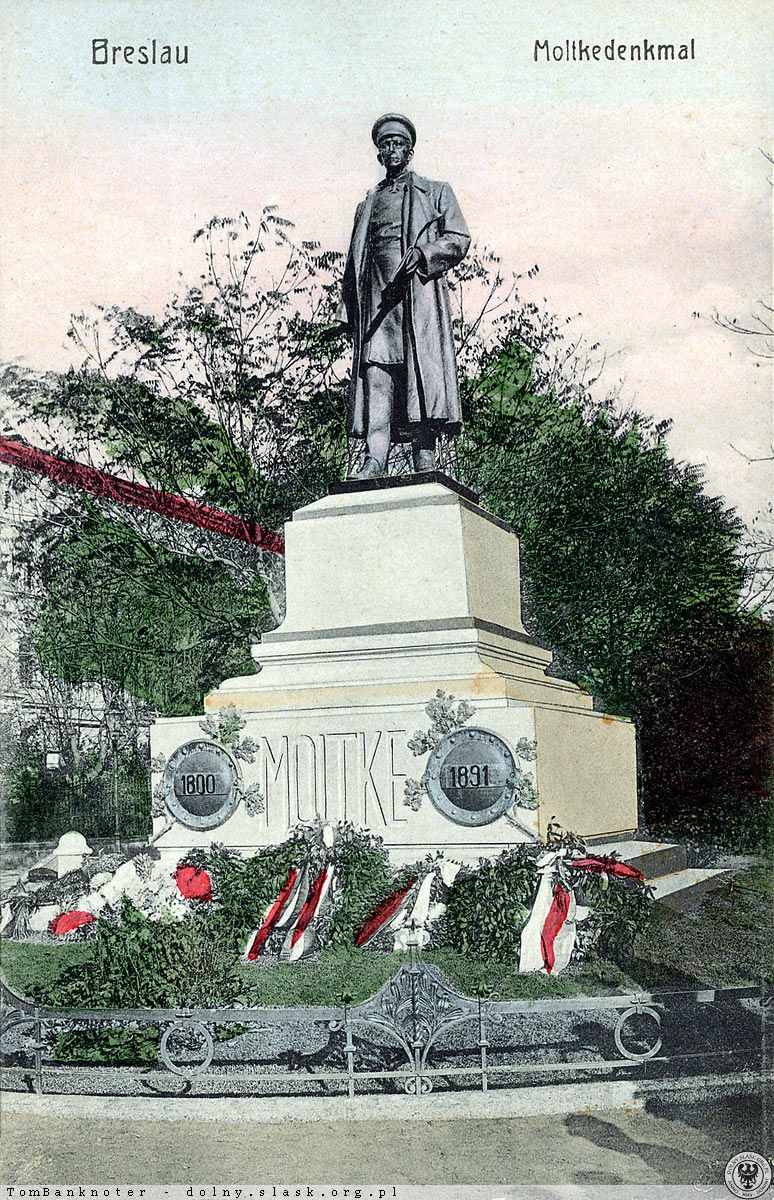
Das Moltkedenkmal um 1905

Das Moltkedenkmal war ein Denkmal zu Ehren des preußischen Generalfeldmarschalls Helmuth Karl Bernhard von Moltke in Breslau. Es stand zuletzt an der damaligen Hardenbergstraße (heute: ulica Bernarda Pretficza).

## Geschichte
Das Denkmal wurde am 26. Oktober 1899 enthüllt. Es stellt den General in stehender Haltung mit angewinkeltem linkem Arm dar. Ursprünglich stand das Denkmal an der ehemaligen Kaiser-Wilhelm-Straße (heute: ulica Powstańców Śląskich). In den 1930er Jahren wurde es aufgrund des Baus einer neuen Straßenbahnlinie in die Hardenbergstraße verlegt. Nach dem Zweiten Weltkrieg wurde die Bronzefigur eingeschmolzen.
Der Sockel des Denkmals existiert noch heute. Die Aufschrift des Denkmals (Moltke 1800–1891) wurde entfernt. Auf dem Sockel neben dem Gebäude ulica Bernarda Pretficza 24 steht heute eine Soldatenskulptur.